# Süveges Gergő
Süveges Gergő (Budapest, 1976. szeptember 1. –) magyar újságíró, író, televíziós műsorvezető, előadó, tréner, coach.

## Pályafutása
Középiskolai tanulmányait a budapesti József Attila Gimnáziumban végezte. Az ELTE BTK-n és a Pázmány Péter Katolikus Egyetem Hittudományi Karán szerzett diplomát. 1998–2000 között a Duna Televízióban a Vallási Műsorok Szerkesztősége „Élő Egyház” című katolikus híradójának műsorvezetője, valamint 1999–2000 között a Figyelj!!! című ifjúsági magazinműsor műsorvezetője. 2000-től rendszeres publikációi jelennek meg az Új Ember című hetilapban, az Új Ember Magazinban, a Képmás Családmagazinban, a Keresztény Élet című hetilapban, és az Embertárs című folyóiratban. 2001-től a Magyar Televízió (MTV) Híradójának, majd más műsorainak volt műsorvezetője. 2004-től rendszeresen publikál a Magyar Televízió weboldalán. 2011 januárjától az M2 csatorna intendánsa. Feladata egy ifjúsági csatorna kialakítása volt. 2011. február 11-én jelentette be, hogy megválik csatornaigazgatói megbízásától. Ezután a Ma reggelt vezette 2011 szeptemberéig, majd október 1-től az MTVA több csatornáján is műsort kapott: a Duna Televíziónál a Közbeszéd és a Heti Hírmondó, a Magyar Rádióban (MR) a Szombat délelőtt, az MTV-n pedig az MM című műsort vezette.
Több, apákról szóló könyv megírása után megalapította az Apakulcs nevű képzésrendszert, melynek egítségével világos alapelvekkel, kiforrott struktúrával és megvalósítható lépésekkel segít bármely élethelyzetben lévő apának abban, hogy erősebben és egészségesebben kapcsolódhasson a gyermekéhez.

## Családi háttere
Nős, felesége Süvegesné Rudan Margit logopédus, gyógypedagógus, fejlesztési tanácsadó, aki elsősorban látássérültekkel és értelmi akadályozottakkal foglalkozik, valamint szakértője a részképesség-zavaroknak és az ADHD-nak.
Négy gyermekük van: Borka, Marci, Annamari, Andris.

## Díjai
- Pethő Tibor-emlékérem (2007)
- Mindszenty-emlékérem (2017)[7]
- Kazinczy-díj (2021)

## Munkahelyei
- Duna Televízió (1998–2000)
- Magyar Televízió (2001–2010)
- MTVA (2011-től)

## Műsorai
- Európa választ 2009 (műsorvezető)
- Herce-Hurca (közreműködő)
- A Nagy Könyv (műsorvezető)
- Nap-kelte (műsorvezető)
- Önök kérjék, Önök kérik (műsorvezető)
- Ma reggel (2009–2011)
- Napközben (Kossuth Rádió)

## Könyvei
- Névválasztás az ELTE BTK hallgatóinak e-mail címeiben; ELTE, Bp., 1997 (Magyar névtani dolgozatok)
- Leszkai András: Moha bácsi meséi 1–11. (2001–2005) (szerkesztő)
- Thália és teológia. Interjúkötet Bolberitz Pállal és Eperjes Károllyal (2003)
- Apa-kép-írás (2008)
- Pál apostol. Utazás téren, időn és hangokon át (2011)
- Apaszem (2012)
- Média, közösség, szolgálat. Ösvénykeresés az infódzsungelben. Borókai Gáborral, Süveges Gergővel, Révész T. Mihállyal, Várszegi Asztrikkkal Gégény István beszélget; Gégény István, Győr, 2012
- Csík Zenekar; Trubadúr, Bp., 2013 + CD
- A hit beszélgetései. Süveges Gergő és vendégei a Szent Imre Házban; Budai Szent Imre Plébánia, Szentimreváros [Bp.], 2013

## Külső hivatkozások
- Süveges Gergő honlapja
- Süveges Gergő M2 intendánsi blogja
- MTV.hu
- Helikon.hu[halott link]
- Süveges Gergő a PORT.hu-n (magyarul)
- Műsorvezető adatbázis